# Doussou Bagayoko
Ramata Doussou Bagayoko est une chanteuse, auteure compositrice malienne née le 21 décembre 1983 à Bougouni au Mali.

## Biographie
Ramata Doussou Bagayoko connu sous le nom de Doussou Bagayoko est née le 21 décembre 1983  au Mali. Elle est la fille de la chanteuse Nahawa Doumbia et du guitariste et compositeur Ngou Bagayoko.  Née dans la musique, elle commence à se faire remarquer dès l'âge de 8 ans. Ses parents l'encourage à poursuivre ces études, mais le virus de la musique est plus fort. Elle est repérée par l'ORTM(office de radiodiffusion télévision du Mali) et participe à certains de leur concours dont elle sort lauréate: "chandelles", "jeunes talents ne faveur de l'association malienne de lutte contre les défiances mentales" . Ses succès lui permettent d'enregistrer son premier album "sumba" à  mythique studio séquence en Coté d'Ivoire dont la sortie se fait en 2001 à ses 18 ans. Dans ce album vendu à plus de 20 000 exemplaires, elle associe le style wassoulou, afro-soul, afro-punk, afro-pop, afro-zouk,. 
En marge de cette vie musicale, elle joue petit à petit un rôle de conseillère auprès des jeunes. Elle s'engage pour la cause des handicapés, et sur les questions de santé qui lui valent un trophée "sorofé Kono" de la part du ministère de la santé du Mali. 

## Carrière internationale
En 2003, elle participe au projet "Frédéric Galliono and the African Divas" aux côtés de sa mère et de Frédéric Galliono qui a eu lieu en Europe. En 2008, elle se produit au festival Africolor. Elle se fait ainsi connaitre au-delà des frontières de sa sous région.

## Discographie
- 2001: Sumba
- 2005:Dayele
- 2009: Goungo Sogo
- 2012:Danaya
- 2017:Sinaban

## Prix et récompenses
Trophée sorofé kono